# Yahilía
Yahilía (en árabe: جَاهِلِيَّة‎, romanizado: ŷāhiliyya, lit. 'Ignorancia') es un término islámico que puede traducirse como "edad de la ignorancia" (del árabe: جَاهِل‎, ŷahil, 'ignorante').
Se refiere al tiempo y la sociedad anterior al surgimiento del profeta Mahoma y del Islam en la Arabia del siglo VII. De acuerdo con esta visión, al inicio la humanidad era monoteísta. Sin embargo se apartó progresivamente de la adoración de un único Dios, práctica que habría sido introducida por el profeta Abraham (en árabe, Ibrahim), cayendo en el paganismo. Los árabes no fueron ajenos a este comportamiento, e hicieron lo mismo, convirtiendo la Kaaba en un lugar de adoración de ídolos. La prueba del monoteísmo original de los seres humanos serían las comunidades judaicas y cristianas que vivían en Arabia. 
El surgimiento histórico del islam pretendía solamente restaurar el monoteísmo original y no fundar una nueva religión. El periodo durante el cual Mahoma presentó su mensaje es denominado Nubuwa.
El término yahilía no fue utilizado por Mahoma como alusión al paganismo anterior al islam (como hicieran los autores cristianos en relación con la era anterior al cristianismo) sino también como un estado del espíritu, y a una mentalidad de los árabes preislámicos que se caracterizaba por el espíritu de venganza, por la arrogancia, que el islam pretendió abolir.

## Uso moderno del término
En el pensamiento de los autores ligados a lo que se denomina fundamentalismo islámico, el término yahilía es usado para referirse a cualquier cultura o civilización que se aparte de Dios, pudiendo ser usado para describir también a la sociedad musulmana que se aparte de los conceptos tradicionales.
Sayyid Qutb, autor asociado a los Hermanos Musulmanes, aplicó el término por primera vez a musulmanes, considerando al gobierno del presidente egipcio Násser como parte de la Yahilíyyah, siendo en su opinión necesario combatirlo. Qutb fue acusado por el gobierno de Násser de traición y ejecutado por ello.